# 프리츠 호흐발더

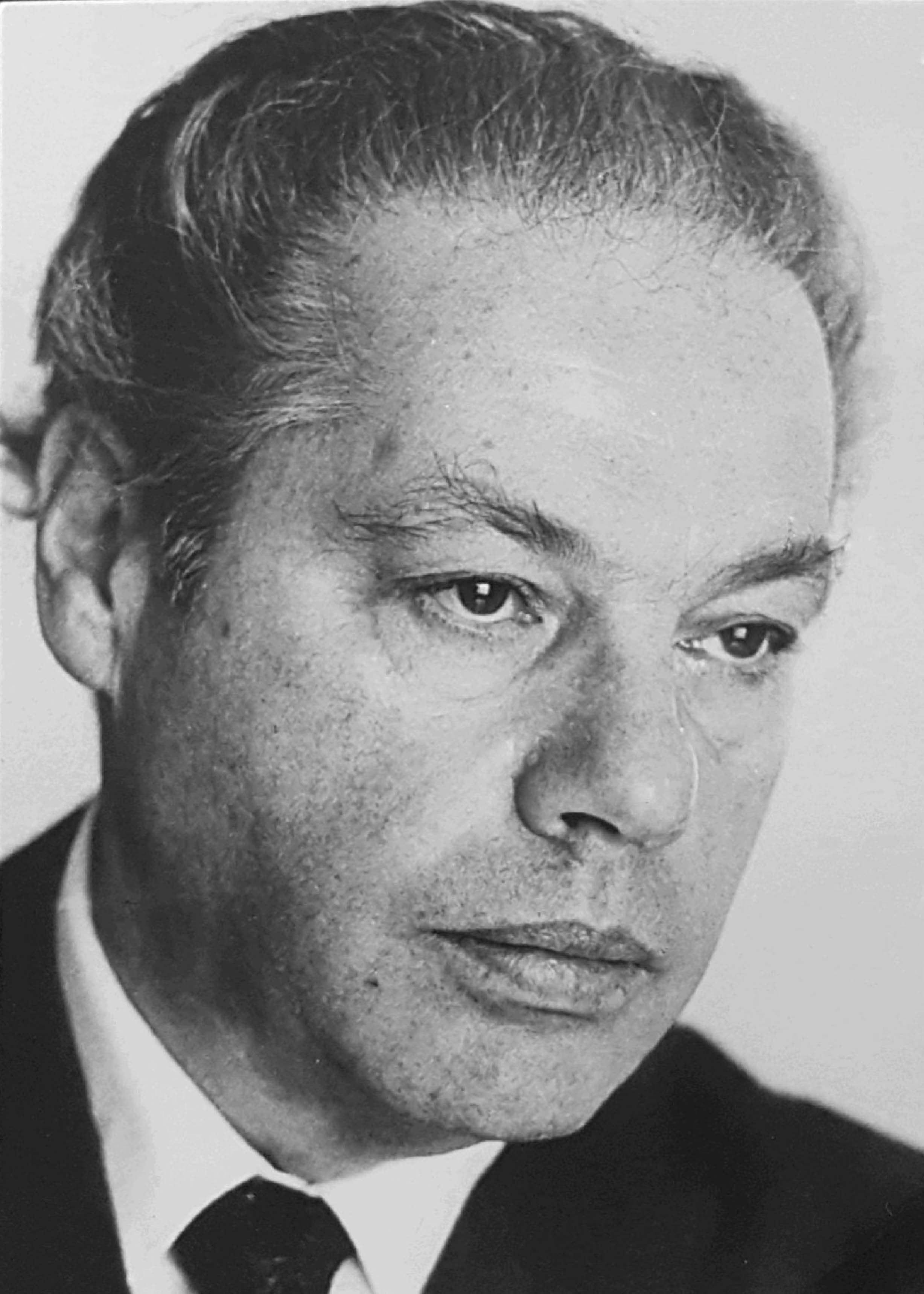

프리츠 호흐발더(Fritz Hochwälder, 1911년 5월 28일 ~ 1986년 10월 21일)는 오스트리아의 극작가다.
오스트리아 망명중 스위스에서 상연된 <성스러운 실험>으로 데뷔하여, 빈의 전통을 받아 엄밀한 극형식(劇形式)을 밟아 역사적인 소재 속에서 현대성을 찾는 <검찰총장> <도나듀> 등으로 전후에 국제적인 인정을 받았으나 현대의 에브리만극 <목요일>에서는 형식과 주제에 새로운 경향을 보이고 있으며, 근작인 <들딸기 따기>에서는 전쟁 책임을 추궁하는 자세를 보이고 있다.